# Mikael Simonsen
Mikael Simonsen, danski veslač, * 20. november 1882, † 29. marec 1950.
Simonsen je za Dansko nastopil na Poletnih olimpijskih igrah 1912. Veslal je v četvercu s krmarjem, ki je na teh igrah osvojil bron medaljo.